# (33496) 1999 GQ18
1999 GQ18 (asteroide 33496) é um asteroide da cintura principal. Possui uma excentricidade de 0.25268420 e uma inclinação de 10.71307º.
Este asteroide foi descoberto no dia 15 de abril de 1999 por LINEAR em Socorro.